# رومان دياز
رومان دياز (بالإسبانية: Román Díaz)‏ هو لاعب كرة قدم أرجنتيني، ولد في 31 يوليو 1980 في مورينو في الأرجنتين. لعب مع روزاريو سنترال ونادي ألميرانته براون.

## وصلات خارجية
- رومان دياز على موقع قاعدة بيانات كرة القدم.إي يو (الإنجليزية)
- رومان دياز على موقع Soccerway.com (الإنجليزية)